# Cerro Steffen
Der Cerro Steffen ist ein 2108 m hoher Berg in den westpatagonischen Anden, an der Grenze zwischen Chile und Argentinien.

## Beschreibung
Gegen Ende des 19. Jahrhunderts wurde anlässlich der Bestimmung der Grenze zwischen Chile und Argentinien in einem Schiedsgerichtsverfahren unter anderem das bis dahin den Staatsverwaltungen kaum bekannte Gebiet am Oberlauf des Río Cisnes in der Region Aysén erstmals systematisch erforscht und kartografiert. Eine von der chilenischen Regierung entsandte Expedition unter der Leitung des preußischen Geografen Hans Steffen lokalisierte am 17. März 1897 den auffallenden und damals noch namenlosen Berg. Steffen beschrieb ihn in seinem Bericht als „ein mächtiges schneebedecktes Massiv, das durch seine Masse und Höhe alle Bergrücken auf der Nordseite des Cisnes-Tals überragt“. Über diese Bergkette verläuft, zwischen dem Einzugsgebiet des Río Cisnes in Chile im Süden und dem Einzugsgebiet des Río Pico in Argentinien im Norden, die pazifisch-atlantische Wasserscheidelinie die 1902 vom Schiedsgericht als internationale Grenze festgelegt wurde. In einer im selben Jahr in London veröffentlichten Karte wurde der Berg noch ohne Namen und, wie von der Steffen-Expedition ermittelt, mit einer Höhe von 2200 m dargestellt. In Anerkennung der Verdienste Steffens um die Erforschung Westpatagoniens benannte die Demarkationskommission des Schiedsgerichts den Berg nachträglich als Cerro Steffen. In der 1907 von Chile veröffentlichten Beschreibung der Grenzziehung wird er bereits als Cerro Steffen bezeichnet mit einer Höhe von 2137 m. In der 1908 von Argentinien veröffentlichten Beschreibung der Grenzziehung wird der Berg in einer Liste noch als Cerro Limite mit einer Höhe von 2110 m aufgeführt und in der sich anschließenden Liste der Grenzpunkte als Cerro Steffen. Seitdem wird der Gipfel des Cerro Steffen als ein natürlicher Granzmarker mit der Nummer VI-38 angenommen.